# マザーリシャリーフ

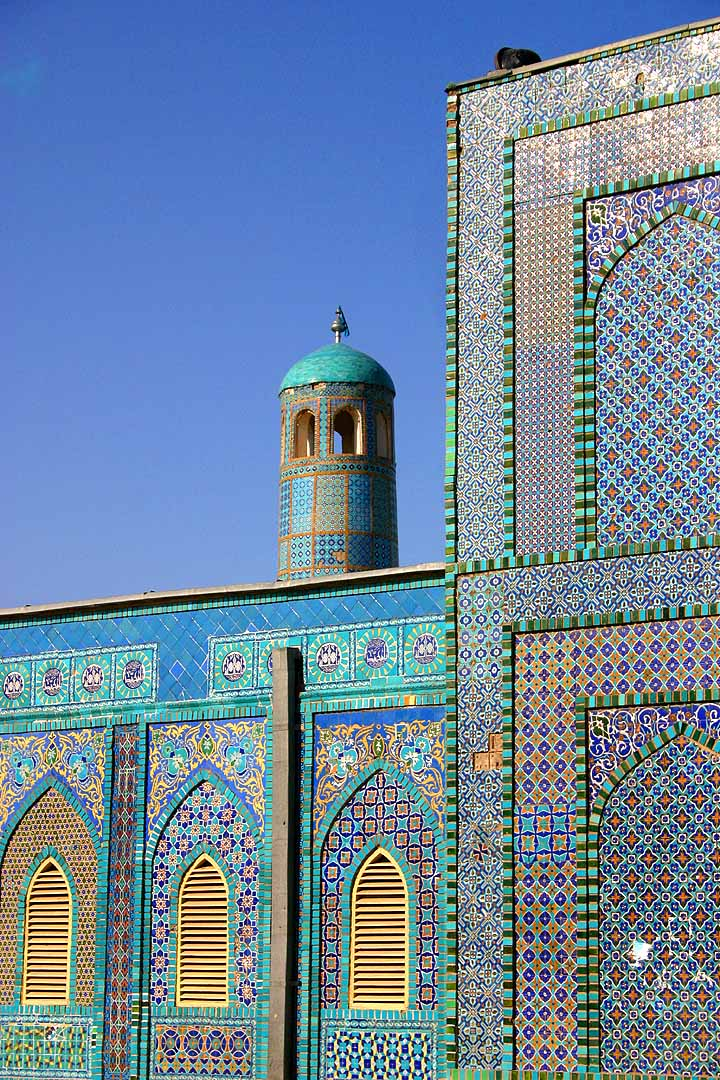
ブルーモスク.

マザーリシャリーフ（ダリー語: مزار شريف Mazār-e Sharīf）は、アフガニスタン北部のバルフ州にある都市。州都であり、アフガニスタンにおける大都市の1つである。幹線道路によって、南東にカーブル、西にヘラート、北にウズベキスタンと繋がれている交通の要衝である。マザーレ・シャリーフともいい、報道等ではマザリシャリフと表記されることが多い。

## 歴史

### 前史
マザーリシャリーフはヒンドゥークシュ山脈とアムダリヤ川の間に挟まれた平野部にある。アムダリヤ川の北側は中央アジアであり、この平野を通じてアフガニスタンの中に中央アジアが入り込むような地形になっている。この平野には古来からシルクロードやシルクロードからインドへ向かう街道が通っており、交通の要所として知られていた。そのため街道を通じて様々な異民族が侵入して、興亡を繰り返した。例えば紀元前4世紀にはアレクサンドロス3世が攻めて来て、ギリシャ人の街を作った。7世紀には中国からインドに向かう途中の玄奘三蔵が訪れた「縛喝国」（バルク国）があったと言う。中世まで、この平野の中心的な都市はバルフだった。一方、東に20 kmほど離れたマザーリシャリーフはバルフの近郊にすぎず、中世までは何も無かったようである。

### マザールの発見
マザールとはアラビア語で「訪れるべき場所、参詣すべき場所」という意味である。イスラム教には聖者（ワリー）の墓廟（マザール）を参詣する風習があり、マザーリシャリーフには「ハズラト・アリー廟」が祭られている。アリーとはアリー・イブン＝アビー＝ターリブの事である。この人物はスンナ派の第4代正統カリフであり、シーア派の初代イマームでもある。661年、アリーはイラクのナジャフにある「クーファの大モスク」で暗殺された。遺体はその地に埋葬されたと一般には信じられている。しかし1135年頃、イラクから遠く離れたバルフ近郊のアル・ハイル村の住民達が、アリーが夢枕に立つとセルジューク朝の領主のクマジュに訴えた。領主が部下に夢の場所を掘らせてみると、アリーの遺体と証拠のレンガが見つかったので、領主は立派な廟を建てて祭った。しかし、13世紀にモンゴル軍が襲来し地域が混乱した為か、墓の場所は分からなくなった。1480年頃、領主のフサイン・バイカラの元に墓の在り処を示す書物を持った人物が現れた。スルタンがその場所に行ってみると墓が見つかったので大いに喜び、立派な廟を建てたという伝承がある。これが現在のブルーモスクの原型であり、マザーリシャリーフは信仰を集め、隣街のバルフに代わってこの地方の中心都市として発展した。

### アフガン戦争
18世紀、カンダハールにドゥッラーニー朝が起こり、マザーリシャリーフはその版図に組み込まれた。その後、ドゥッラーニー朝は一族のバーラクザイ朝に滅ぼされた。19世紀に入るとロシアの南下政策に対抗するために、イギリス軍がアフガニスタンへの進駐を要求し、三次にわたってアフガン戦争が勃発した。1839年に始まった第一次アフガン戦争ではワズィール・アクバル・ハーン王子が活躍した。1878年に始まった第二次アフガン戦争では、国王のシール・アリー・ハーンがカーブルを追われてバルフで死去した。王子や国王の墓はマザーリシャリーフのブルーモスクにあると言う。またこの時代、マザーリシャリーフとバルフの中間に位置するカライジャンギに、西洋式の星形要塞が作られた。

### アフガニスタン紛争
1979年にソビエト連邦がアフガニスタン侵攻を開始して首都カーブルを占拠すると、国境のアム川に近いマザーリシャリーフの地はソ連の影響下に入り、ソ連のコントロール下にある当時の政権政党アフガニスタン人民民主党に従う親ソ派ウズベク人民兵組織の拠点となった。このウズベク人民兵2万人の指導者に抜擢されたのが、ソ連で軍事訓練を受けた元技術者のアブドゥッラシード・ドスタム将軍である。マザーリシャリーフのドスタム派（イスラム民族運動）は、ムジャーヒディーン諸勢力と戦ってムジャーヒディーンの敵意を買ったが、ソ連崩壊後の1992年2月に人民民主党を捨ててムジャーヒディーン政権樹立に参加し、その後のアフガニスタン内戦ではウズベキスタンの間接的支援を受けてマザーリシャリーフを中心に北部に割拠を続けた。
国内の他地域が疲弊する中、ドスタム率いるイスラム民族運動の支配下でマザーリシャリフは平和を享受し、旧ソ連の中央アジア諸国やトルコとの政治的結びつきを固め、独自の紙幣が発行され、航空会社も運営された。しかし、1997年にドスタムの属将であったアブドゥル・マリク将軍の離反によって、マザーリシャリーフは争乱状態となり、ターリバーンに付け入る隙を与えることになった。
1997年5月から7月にかけて、ターリバーンはマザーリシャリフの攻略にかかったが、作戦は失敗し約2500人のターリバーンがマリク将軍派とシーア派のハザーラ系民兵によって虐殺された。ターリバーンは直ちに反攻し、1998年8月8日に市街に再入城、続く6日間にわたって、ハザーラ系住民に報復のため徹底的な虐殺を行なった。国連の推定では5000人の死者が出たとされている。マザーリシャリフは陥落し、これを契機にパキスタンはターリバーン政権の承認に積極的に乗り出した。しかし、ターリバーンはマザーリシャリーフのイラン総領事館を占拠し、外交官10人とジャーナリストを殺害した。このため、イランが国境地帯に軍を展開する事態となった。

### アメリカ主導の軍事行動
アメリカ同時多発テロ事件の後、マザーリシャリーフはアメリカが後援する北部同盟がアフガニスタンで陥落させた最初の都市になった。マザーリシャリーフのターリバーンの敗北により、アフガニスタン北部の他地域や西部への道が開けた。
2001年11月のマザーリシャリーフの戦いの後、表向きには北部同盟が街を占領したが（マザーリシャリーフ奪還、11月9日 - 11月10日）、実際にはアメリカ軍の特殊部隊が合流し、アメリカ空軍が支援した。報道によると、北部同盟は投降したターリバーンの兵士3000人をカライジャンギで皆殺しにした（12月、ダシュテ・ライリ虐殺）と言う。アメリカの地上部隊も虐殺の現場に居合わせたようである。アイルランドのドキュメンタリー映画「アフガン大虐殺 - 死の護送」がこれらの申し立てを調査した。プロデューサーのドーランは国連の調査官達が数千人の被害者の集団墓地を見つけたと主張している。報道によると、ブッシュ政権はこの事件の調査を妨害したと言う。
2002年を通じて、指揮官が異なる民兵同士の小規模な衝突が続いたので、国際連合の集中的な和平調停と小規模な武装解除プログラムに焦点が移った。2003年4月、街にアフガニスタン独立人権委員会の事務所が開設された。しかし北部のパシュトゥーン人の市民が、タジク人を中心とする他の民族グループに民族浄化されたと報道もあった。

### NATO軍駐留とカルザイ政権
2002年にハーミド・カルザイ大統領が選出された後、街は徐々にカルザイ政権の支配下に置かれた。アフガン陸軍第209軍団（シャヒーン）の基地はマザーリシャリーフにあり、アフガニスタン北部において軍事的な支援をしていた。北部地域のアフガン国境警備隊の司令部もこの街に置かれていた。これらの治安部隊が居るにも関わらず、ターリバーンの活動や部族長老の暗殺が報告された。マザーリシャリーフの当局者によると、過去7年間でバルフ州の部族長老が20〜30人暗殺されたと言う。背後に誰がいるのか確実な証拠は無いが、犠牲者の大部分はグルブッディーン・ヘクマティヤールのイスラム党に関係したと言われている。
アフガン政府を支援するために、NATO主導の平和維持軍が街の中や周辺に展開した。ドイツが率いる国際治安支援部隊（ISAF）の北部方面軍は、マザーリシャリーフ国際空港に隣接するマーマル駐屯地に駐屯し、2006年以来、マザーリシャリーフの地方復興チームの指揮官はスウェーデンから派遣された。部隊はマーマル駐屯地の西10キロメートルにあるノーザンライト駐屯地にも展開した。マーマル駐屯地の中にはニダロス駐屯地があり、ラトビアやノルウェーから兵が派遣され、ノルウェイのISAF指揮官が指揮をとった。
2011年4月1日、国連アフガニスタン支援ミッションの10人の職員が、怒り狂ったデモ隊によって殺害された。デモはテリー・ジョーンズ牧師とウェイン・サップ牧師が3月21日にフロリダ州で催した国際クルアーン焼却日に対して組織された物だった。5人のネパール人と、ノルウェー人、ルーマニア人、スウェーデン人が殺害され、2人は斬首されたと言う。イスラム教の聖書を燃やしたアメリカ人牧師のテリー・ジョーンズは責任を否定した。バラク・オバマ大統領は、コーラン焼却を「極度の不寛容と偏見」的な行為として非難すると共に、デモ隊の「無法な攻撃」を「人類の品位と尊厳を侮辱した」「罪の無い人々を虐殺し首を切ることを許す宗教は無いし、不名誉で嘆かわしい行動に正義は無い」と非難した。上院院内総務のハリー・リードなどの合衆国の議員たちも、焼却と暴動を非難した。
暴動は2011年7月までに最高潮に達した。7月下旬、爆弾攻撃により死者が出た数日後、治安に対する不安が増大する中で、NATO軍はマザーリシャリーフの管理を地元の軍隊に譲った。マザーリシャリーフの7分の6の地域はアフガンの支配下に移ったが、移行時期が政治的でターリバーン兵士と戦うアフガン軍の能力も疑問だという批判があった。

### 国際治安部隊の撤退とターリバーンによる再制圧
2013年6月、国際治安支援部隊は治安維持任務を完了した。北部地方に展開するドイツ軍も順次撤退作業を進め、2014年末までにマザーリシャリーフから撤退した。
2021年、アメリカ軍が完全撤退に向けてアフガニスタン国内の兵力を削減すると、ターリバーンはマザーリシャリーフ周辺でも軍事行動を強めた（2021年ターリバーン攻勢 参照）。同年8月11日には、ガニー大統領が空路で現地を訪問して窮地に立つ政府軍を激励し、軍閥指導者と会談した。8月14日ターリバーンは防衛線を突破してから僅か一時間で市を制圧、軍閥指導者らは国外へ逃亡した。

## 交通
アフガニスタンの中央部は東西にヒンドゥークシュ山脈が走っており、大都市は山脈の周辺に点在している。首都カーブルは山脈の南側にあり、マザーリシャリーフは北側にある。そのため両都市間の交通は、標高3363 mのサラン峠を越えなければ成らない。マザーリシャリーフはウズベキスタンの国境に近く、ウズベキスタンと首都カーブルをつなぐ交通の要衝でもある。
アフガニスタンの幹線道路はアジアハイウェイの一部と看做されており、マザーリシャリーフには76号線が走っている。幹線道路を西に向かえばアフガニスタン西部の都市ヘラートがあり、東に向かえば山脈を越えて首都カーブルがある。北に向かえば国境の町ハイーラターンがあり、アムダリヤ川を越えてウズベキスタンに至る。また「Hairatan Rd」と平行してウズベキスタンに向かう62号線も工事中のようである。
2011年12月、マザーリシャリーフとハイーラターンの間の鉄道が完成し、街はウズベキスタンと鉄道で繋がった。これはアジア開発銀行が出資して建設したもので、ウズベキスタンの国営鉄道が運営している。鉄道はウズベキスタンからアフガニスタン＝ウズベキスタン友好橋を越えて、マザーリシャリーフ国際空港の近くまで伸びており、ここでトラックや飛行機に積みかえることが出来る。

## 産業
主な産業は農業と牧畜であるが、小規模の石油と天然ガスの生産もマザーリシャリーフの復興を勢いづけている。古くからブズカシの中心都市であり、市内のモスクはノウルーズ（新年祭）には国内でも有数の賑わいを見せる。